# Joan Collins

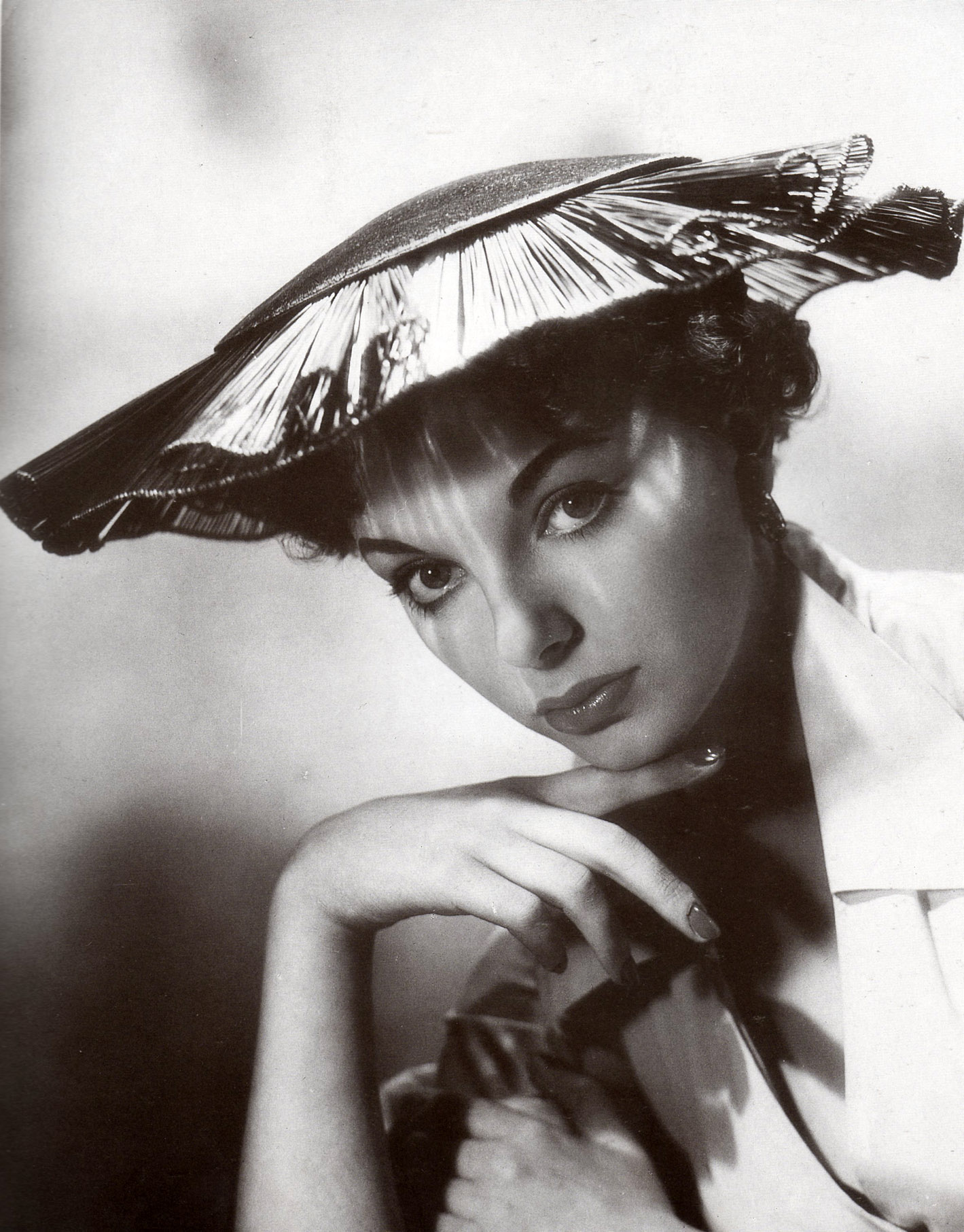
Joan Collins 1952.

Joan Henrietta Collins, född 23 maj 1933 i London, är en brittisk Golden Globe-belönad och Emmynominerad skådespelare och författare. Collins är bland annat känd för rollen som Alexis Carrington i TV-serien Dynastin.

## Biografi
Collins studerade vid Royal Academy of Dramatic Art och gjorde scendebut i London 1946 i Ett dockhem. Hon filmdebuterade 1952 och under de följande två åren medverkade hon i nio brittiska filmer. Filmagenter ville att hon skulle komma över till USA och spela in filmer där, och hon for också till Hollywood, där hon med sin sensuella utstrålning blev mycket populär. Joan Collins hade stora framgångar under hela 1950-talet inom filmindustrin.
Collins upplevde senare en nedgång i sin popularitet under slutet av 1960-talet. Men mot slutet av 1970-talet hade hon framgång med filmerna Disco-hingsten (The Stud) och The Bitch, baserade på systern Jackie Collins romaner. Ännu större framgång fick hon som satmaran Alexis Carrington i TV-serien Dynastin åren 1981-1989 samt 1991. Collins är en av Storbritanniens mest framgångsrika skådespelerskor för TV både i USA och hemlandet. Hennes namn har även använts till parfym, underkläder, glasögon, jeans, smycken, hattar med mera. Hennes böcker (såväl biografier som romaner) har sålt över 50 miljoner exemplar över hela världen. De senaste åren har Collins satsat på teatern, och även där har hon rönt framgångar. 2006 gjorde Joan Collins en teaterföreställning med Linda Evans, sin forna motspelerska från Dynastin. Föreställningen vid namn "LEGENDS" blev en succé och spelades runt om i USA.
År 1997 fick Joan Collins av drottning Elizabeth II motta utmärkelsen "Officer of the Order of the British Empire" (O.B.E), en titel som man kan sätta efter sitt efternamn. Vid nyåret 2015 utnämnde den brittiska drottningen Collins till "Dame Commander of the British Empire", vilket innebär att hon kan sätta titeln "Dame" framför sitt namn.
Joan Collins har flera hem som hon pendlar mellan. I USA. Hon har en stor våning i Los Angeles. Har även våning i New York. Collins har även ett hem i det fashionabla området Belgravia i London och en villa i La Croix Valmer i St. Tropez i södra Frankrike.
Joan Collins har varit gift fem gånger: 1952–1956 med Maxwell Reed, 1963–1971 med Anthony Newley, 1972–1983 med Ronald S. Kass, 1985–1987 med den svenske artisten Peter Holm och från 2002 med Percy Gibson.
Collins yngre syster var författaren Jackie Collins.

## Filmografi i urval
- 1953 – Skeppsbrutna i paradiset
- 1955 – Faraos land
- 1955 – Jungfrudrottningen
- 1958 – Bravados
- 1960 – Ester och Kungen
- 1962 – Vägen till Hongkong
- 1967 – Star Trek: The Original Series (TV-serie), avsnitt The City on the Edge of Forever
- 1968 – Subterfuge
- 1970 – John Shay avrättaren
- 1972 – Snobbar som jobbar (TV-serie), avsnitt Five Miles to Midnight
- 1975 – Alfie, älskling
- 1975 - Krona eller klave, avsnitt Stung from Beyond (gästroll i TV-serie)
- 1975 - Ellery Queen, avsnitt The Adventure of Auld Lang Syne (gästroll i TV-serie)
- 1978 – The Big Sleep
- 1981–1989 – Dynastin (TV-serie)
- 1991 – Dynastin - återföreningen (TV-film)
- 1996 - The Nanny, avsnitt Me and Mrs. Joan (gästroll i TV-serie)
- 1997 – Pacific Palisades (TV-serie)
- 2000 – Familjen Flinta i Viva Rock Vegas
- 2000 - Will & Grace, avsnitt My Best Friend's Tush (gästroll i TV-serie)
- 2010 - Rules of Engagement, avsnitt Les-bro (gästroll i TV-serie)